# خرفه

## معرفی خرفه

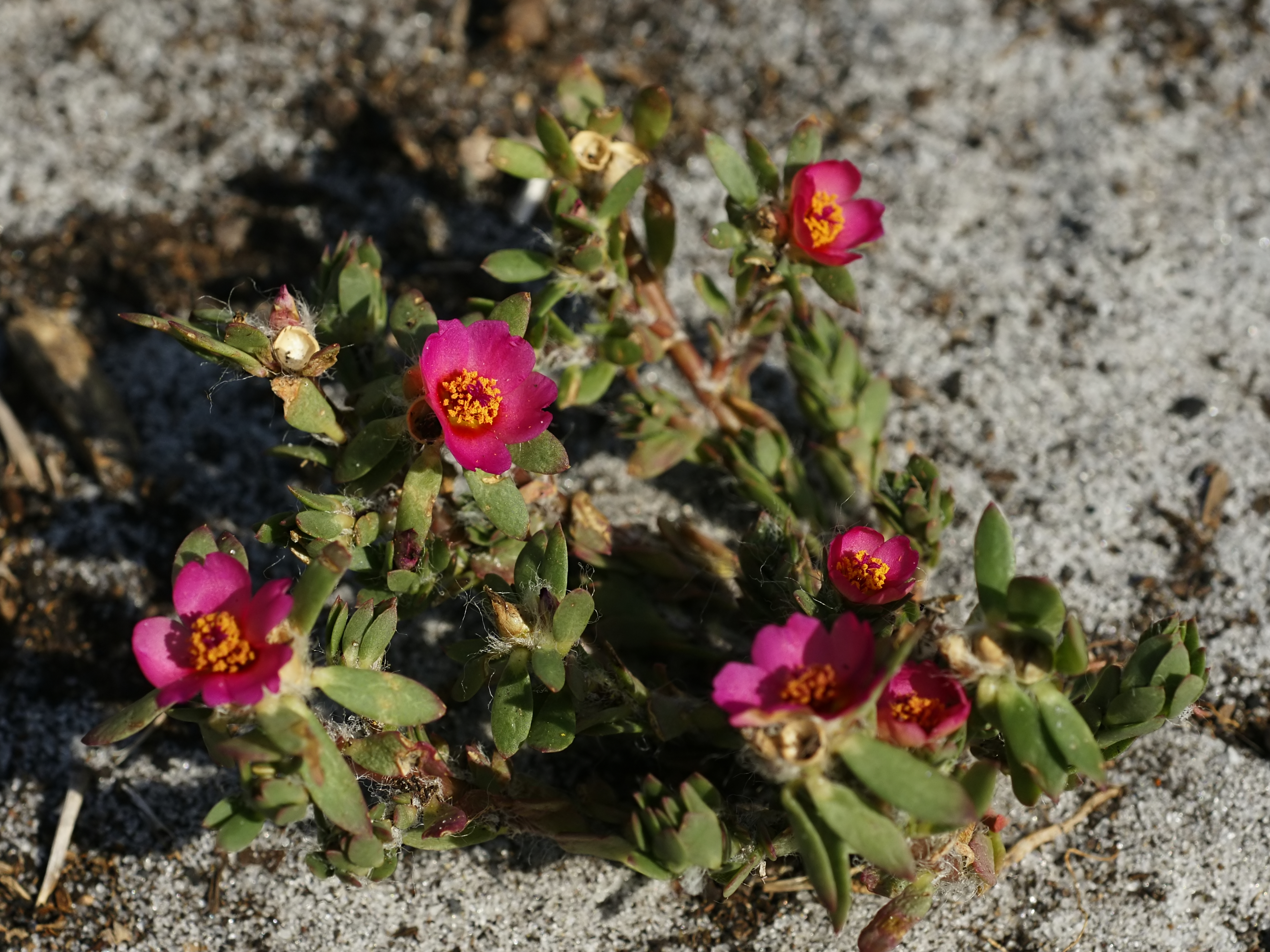
تصویر، گیاه خرفه (Portulaca oleracea) را در پارک ایالتی جاناتان دیکینسون در فلوریدا، ایالات متحده آمریکا نشان می‌دهد.

خُرفه (نام علمی: Portulaca) سردهای است از خُرفه‌ایان علفی یک‌ساله گوشتی گسترده بر روی زمین با ۴۰ تا ۱۰۰ گونه که برگ‌های قاشقی‌شکل و ساقه‌های قرمز و گل‌هایی دارند که در نور خورشید می‌شکفد. همچنین این گیاه از مقاومت خوبی به خشکی برخوردار است.
به گیاه پرپهن در این سرده نیز خرفه می‌گویند. بلبن یا بلبهن نیز نام‌های باستانی این گیاه است که در نزهت نامه علایی آمده است.
گیاه خرفه در فرهنگ‌های مختلف دارای عناوین متفاوتی است، به طوری که در هندی به نام “Rudravant“، در عراق"Berbin"، عمان"Farfena"، در مصر و عربستان"Rigla"، در اردن، لبنان، فلسطین و سوریه "Baqlah" یا "Farfahinah"، ایالات متحده "Purslane "و در ایران «پرپین» نیز نامیده می‌شود. ساقه این گیاه گوشتی، استوانه ای و به رنگ قرمز یا سبز است که به صورت ایستاده یا خوابیده بر زمین، تا ارتفاع ۳۰ سانتی متر و قطر ۲–۳ میلی متر رشد می کند. این گیاه برگ‌هایی به شکل‌های مختلف و به صورت متقابل، مسطح، آبدار با ۱–۵ سانتی‌متر طول و ۰/۵–۲ سانتی متر عرض دارد. شروع گلدهی آن طی ماه‌های اردیبهشت تا شهریور است و گل‌های آن به صورت تک یا به شکل خوشه ای از ۲–۵ گل به رنگ‌های زرد نارنجی، بنفش یا سفید صورتی است که تنها در روزهای گرم و آفتابی از نیمه صبح تا اوایل بعد از ظهر باز می‌شوند. بذرهای این گیاه کوچک با قطر ۱ میلی‌متر، دایره ای تا تخم مرغی شکل، مسطح و قهوه‌ای تا سیاه رنگ هستند.
گونه‌های مختلف گیاه خرفه تحت نام های متفاوت حتی در مناطقی با شرایط آب و هوایی نامساعد مانند خشکی، شوری خاک و کمبود مواد مغذی نیز رشد می‌کنند.
این تیره در ایران یک جنس و یک گونه به نام خرفه (Portula oleracea) دارد که با برگها و ساقهٔ نسبتاً گوشتی و آبدار خود کاملاً مشخص است و اغلب به صورت هرز در مزارع، باغچه‌ها و گلدان‌ها دیده می‌شود. در طب مصرف دارویی دارد و گاهی نیز از سرشاخه و برگهای آن ترشی تهیه می‌شود. در بعضی نقاط ایران به عنوان سبزی خوردن مصرف می‌شود.
قسمت خوراکی گیاه برگ‌ها و ساقه و نیز بذر آن می‌باشد.

## ارزش غذایی خرفه
در مطالعات علمی مختلف، ارزش غذایی و اثرات درمانی گیاه خرفه مورد بررسی قرار گرفته است. عوامل مختلفی سبب شده تا در بسیاری از مقالات علمی از خرفه به عنوان غذای برتر آینده نام برده شود. خرفه به دلیل وجود ترکیبات مغذی مختلف مانند انواع ویتامینها، مواد معدنی، اسیدهای چرب ضروری، آنتـی اکسیدان هایی همچون فلاونوئیدها، گلوتاتیون و بتاکاروتن به عنوان اکسیر جهانی شناخته می‌شود. به علاوه، وجود این ترکیبات، آن را به گیاهی پرکاربرد در پیشگیری و درمان انواع مختلف بیماریها هم در طب سنتی و هم در طب مدرن تبدیل کرده و این گیاه را در صنایع غذایی بسیاری از کشورها قرار داده است. پروتئین موجود در برگ خرفه دارای مقدار کمی متیونین و سیستئین است، ولی بذرهای آن دارای تعادل مناسبی از اسیدهای آمینه ضروری است. مهم‌ترین اسیدهای چرب برگ و تخم خرفه شامل لینولنیک اسید، لینولئیک اسید، پالمتیک اسید، اولئیک اسید و استئاریک اسید است. باتوجه به مطالعاتی که در سال های اخیر صورت گرفته، خرفه یکی از غنی ترین منابع گیاهی اسیدهای چرب امگا ۳ به حساب می آید. به طوری که میزان اسیدهای چرب امگا۳ موجود در آن، ۵ برابر اسفناج است. تخم و برگ آن دارای درصد بالایی از آلفا لینولنیک اسید است که بیشترین مقدار آن در تخم ها (۸۰–۱۷۰ میلی‌گرم به ازای گرم)، سپس در برگ (۰/۶–۰/۹ میلی‌گرم به ازای گرم) و ساقه آن وجود دارد. لینولئیک اسید در همه قسمت‌های این گیاه یافت می‌شود به طوری که ۴۶ درصد در ساقه‌ها، ۱۳ درصد در برگ‌ها و ۱۰ درصد در گل‌ها وجود دارد. خرفه غنی ترین منبع گاما لینولنیک اسید در بین سبزیجات برگی است. خرفه به عنوان یک منبع قابل توجه از اسیدهای چرب امگا ،۳ می‌تواند در رژیم‌های گیاه‌خواری یا سایر رژیم هایی که ماهی در آن جایگاهی ندارد مورد استفاده قرار گیرد. ترکیبات مغذی مختلف در این گیاه موجب شده تا به عنوان یکی از منابع غذایی با اهمیت در آینده مطرح شود. آمارها نشان می‌دهند که خرفه کالری کمی دارد و در عین حال سرشار مواد مغذی و فیبر است. این موضوع یعنی افراد بعد از مصرف خرفه احساس سیری می‌کنند بدون اینکه کالری زیادی دریافت کرده باشند؛ و این گونه به فرایند کاهش وزن کمک می‌کند.
مقدار اسید لینولنیک موجود در روغن این گیاه برابر ۲۶/۷۸ میلی‌گرم به ازای گرم، اسید لینولئیک ۲۸/۲۲ میلی‌گرم به ازای گرم و اسید پالمتیک ۱۴/۰۱ میلی گرم به ازای گرم گزارش شده است. بنابراین، روغن استخراج شده از دانه های خرفه حاوی نسبتی از اسیدهای چرب امگا ۶ و امگا ۳ است که در دامنه توصیه شده توسط متخصصان تغذیه قرار دارد؛ لذا باتوجه به خطر تجمع زیستی آلاینده های شیمیایی، وجود کلسترول و کالری بالا در ماهی به عنوان منبع تأمین کننده این اسیدهای چرب و مشکلات ناشی از آلودگی دریایی، مصرف خرفه می‌تواند به عنوان یک منبع گیاهی جایگزین برای اسیدهای چرب غیر اشباع با چند باند دوگانه توصیه شود. تحقیقات نشان می‌دهد که در میان ترکیبات استرولی موجود در روغن تخم خرفه، بتا سیتواسترول با ۵۱۱۳/۴ میلی گرم به ازای هر کیلوگرم و کامپسترول با ۱۷۰۲/۳ میلی‌گرم به ازای هر کیلوگرم و استیگما استرول با ۱۵۹۴/۱۵ میلی گرم به ازای هر کیلوگرم بیشترین مقدار را دارا هستند. از ترکیبات توکوفرولی روغن تخم خرفه، آلفا توکوتری انول با ۲۹۳/۱ میلی‌گرم به ازای هر کیلوگرم و آلفا توکوفرول با ۲۳۵/۹۸ میلی‌گرم به ازای هر کیلوگرم بیشترین مقدار را به خود اختصاص داده‌اند. باتوجه به بررسی‌های انجام گرفته، ترکیب اسیدهای چرب روغن استخراج شده از تخم خرفه به روغن سویا شباهت دارد، چرا که درجه غیر اشباعیت آن مانند سویا ۸۰ درصد است. فلاونوئیدها از دیگر ترکیبات موجود در خرفه هستند که جز خانواده پلی فنول‌ها به‌شمار می‌آیند. از جمله ترکیبات فلاونوئیدی موجود در این گیاه می‌توان به کرستین، کامفرول، میرستین، آپیجنین، لوتئولین، ژنیستئین و ژنیستین اشاره کرد که به دلیل خصوصیات آنتی‌اکسیدانی یا ضد رادیکالی شان شناخته شده‌اند. به علاوه، آنها دارای فعالیت ضد التهابی نیز هستند. مطالعاتی که به تازگی در زمینه جداسازی هوموایزوفلاونوییدها و ترکیبات مرتبط از خرفه انجام گرفته حاکی از این مطلب است که خانواده این گیاه می تواند منبع ارزشمند جدیدی از این ترکیبات باشد، چرا که آنها دارای ویژگی‌های بیوپزشکی (زیست‌پزشکی) مثل تسکین سرفه، آنتی اکسیدانی، ضد آلرژیک، ضد التهابی، آنتـی هیستامینی و مهار تجمع پلاکتی هستند. از دیگر ترکیبات آنتی‌اکسیدانی موجود در خرفه می‌توان به آلفا توکوفرول، اسکوربیک اسید و بتا کاروتن اشاره کرد که برگ خرفه از این لحاظ در مقایسه با اسفناج از مقادیر بیشتری برخوردار است. همچنین خرفه دارای ملاتونین به عنوان مولکولی با ویژگی های آنتی‌اکسیدانی است. نتایج آنالیز گیاه خرفه نشان می‌دهد که مقدار پتاسیم در این گیاه بیش از سایر مواد معدنی است که این امر سبب می شود این گیاه گزینه مناسبی برای قرار گرفتن در برنامه غذایی بیماران مبتلا به فشار خون بالا در نظر گرفته شود. تفاوت در مواد مغذی می‌تواند تحت تأثیر نوع گونه، ژن ها و نیز عوامل محیطی نظیر نور، درجه حرارت، بارندگی، طول روز، طول و عرض جغرافیایی، ویژگی‌های خاک، ارتفاع محل رویش و نیز نوع تغذیه باشد. در مطالعه ای که به بررسی مقدار اسیدهای چرب ضروری در دانه‌های تخم خرفه در دو منطقه سردشت و گرگان انجام گرفت مشخص شد که مقدار اسید لینولنیک، اسید لینولئیک و اسید آراشیدونیک در نمونه سردشت بیشتر از نمونه گرگان بوده و بیانگر این مطلب است که میزان روغن و ترکیبات اسیدهای چرب روغن خرفه ممکن است تحت تأثیر شرایط آب و هوای محل رویش قرار گیرد. به علاوه، زمان برداشت نیز در ترکیبات مغذی و فواید این گیاه مؤثر است. به عنوان مثال میزان کلسیم، منیزیم، پتاسیم، آهن و روی در مرحله جوانی تا بلوغ گیاه خرفه افزایش می‌یابند و مقدار سدیم و کلر برگ‌ها در مرحله جوانی بیشتر و در زمان بلوغ کمتر می‌شوند. در ۱۰۰ گرم از گیاه تازه خرفه، ۶۷۱–۸۶۹ میلی گرم اگزالات وجود دارد که این گیاه را به منبع این اسید آلی تبدیل کرده است.
بررسی‌ها نشان می‌دهد در مناطقی که خرفه در سبد غذایی جای دارد، شیوع پایین سرطان و بیماری‌های قلبی گزارش شده است که احتمالاً به علت وجود اسیدهای چرب امگا ۳ موجود در خرفه است. این گیاه پر خاصیت، توسط دانشمندان به عنوان هشتمین گیاه پرکاربرد در دنیا شناخته شده است. خرفه در اغلب نقاط کره زمین از جمله در مناطق معتدل و گرمسیری از اروپا تا آفریقا، آسیا، آمریکا و استرالیا به صورت خودرو رشد می‌کند.

## خرفه در طب سنتی ایران
خرفه دارای طبیعت سرد و تر است. در منابع طب قدیم و نیز در کتاب گیاهان دارویی و دایره المعارف گیاهی خواص متعددی برای خرفه در نظر گرفته شده که از جمله آن می‌توان به کاربردهایی مثل تصفیه کننده خون، ضد آسم، تسکین دهنده زخم‌های معده، ضد تهوع، جلوگیری کننده از خونریزی و هپاتیت، رفع عطش، رفع سرفه خشک، تنگی نفس، کاهش سردرد، خرد کردن سنگ مثانه، رفع اختلالات ادراری، کاهش ریفلاکس معده- مری و بالابردن سیستم ایمنی اشاره کرد. بذر خرفه دارای خاصیت مسکنی، رفع عطش، ضد اسهال خونی و مفید در سوختگی و تاول است. در کتب طب سـنتی ایران، این گیاه به عنوان عامل افزایش وزن و چاقی در افراد دارای مزاج گرم و خشک لاغر ذکر شده است. مصلح گیاه خرفه مصطکی، کرفس، نعناع و مصلح تخم آن، قند است.
باتوجه به مطالعاتی که در سال های اخیر انجام گرفته، اثرات فارماکولوژیکی مختلفی مانند هایپوگلایسمیک، هایپوکلسترولمیک، کاهش دهنده فشار خون، ضد دیابت، کاهش علائم روانی اسکیزوفرنی، ضد سرفه، ضد التهاب و مسکن، اثر شل کنندگی عضله اسکلتی، اثر شل کنندگی بر عضله صاف روده کوچک، آنتـی اکسیدانی و باز کنندگی کانال پتاسیمی در خرفه به اثبات رسیده است. این گیاه برای درمان استئوپروز و پسوریازیس به کار می‌رود. همچنین، دارای ویژگی‌های ضد قارچ، باکتری و نیز ضد عفونت است. بر اساس تحقیقات انجام گرفته، این گیاه دارای خاصیت ضد خستگی و ضد کمبود اکسیژن در بافت‌های بدن است.

## خرفه در برنامه غذایی
اجزای مختلف خرفه از جمله برگ، ساقه و بذر آن به طور گسترده در کشورهای آسیایی گرمسیری و مدیترانه ای جهت اهداف گوناگون مثل تغذیه انسان، صنایع تبدیلی و دارو مصرف می شود. برگ‌ها، ساقه ها و گل های این گیاه می‌توانند به‌طور خام یا پخته مورد مصرف قرار گیرند.
ساقه و برگ‌های آبدار و خوراکی آن که با اندکی مزه اسیدی و نمکی، طعم اسفناج را در ذهن تداعی می کند، به عنوان سبزی معطر، مغذی و خوراکی در برخی از کشورها در منطقه مدیترانه، چین، آسیای جنوب شرقی، شرق و مرکز آفریقا و فیلیپین مورد استفاده قرار می‌گیرد. این گیاه در مناطق جنوبی ایران نیز به عنوان یک سبزی، مورد کشت قرار می‌گیرد. علاوه بر این، در برخی مناطق به شکل خام به عنوان سالاد مصرف می‌شود. . پخته آن در انواع سوپ ها و یا حتی به صورت ترشی قابل استفاده است. تخم خرفه در تزیین شیرینی و نان‌ها کاربرد دارد. بومیان امریکا و استرالیا دانه های آن را خرد کرده و در آرد جهت تهیه نان استفاده می‌کنند. خرفه در فرهنگ‌های مختلف همراه با مواد غذایی مختلف و به اشکال متفاوت در برنامه غذایی گنجانده می شود. در یونان، مخلوط خرفه خام با سیب زمینی، گوجه فرنگی، پیاز، فلفل سبز، جعفری خرد شده به همراه روغن زیتون، سرکه و نمک به شکل سالاد مصرف می‌شود. هلندی‌ها از آن سوپی به نام korkot selam تهیه می‌کنند که حاوی کرفس محلی، تره فرنگی، مرکبات، سس سویای شیرین است. در جاوا، این گیاه با تمر هندی پخته می‌شود. در مناطق مرکزی جاوا، برگ ها و ساقه‌های جوان خرفه با موسیر خرد شده، سیر، فلفل قرمز، خرما و نمک، برگهای Salam و یک تکه (Galangal Alpinia lengkuas) برای آماده‌سازی غذایی به نام oseng-Oseng به کار برده می‌شود. همچنین به صورت آب‌پز یا بخارپز به همراه سایر سبزیجات مثل اسفناج، جوانه ماش و سس بادام زمینی ترکیبی به نام Pecel را ایجاد می‌کند. در چین، خرفه با سیر، روغن کنجد و سس سویا سرخ می‌شود. در سریلانکا، خرفه با ماهی، سیر، تره فرنگی، پودر فلفل و آبلیمو سرخ می‌شود. در مکزیک به سوپ یا خورش افزوده می‌شود. تاکنون هیچ نشانه قابل توجهی مبنی بر سمیت این گیاه گزارش نشده است؛ بنابراین، مصرف روزانه خرفه، ایمن است.
گیاه خرفه به دلیل وجود مقادیر قابل توجهی از لیگنانها، فیبر رژیمی و آنتی‌اکسیدان‌های طبیعی به عنوان یک ماده غذایی با اثرات سلامتی بخش یا فراسودمند جهت غنی سازی برخی موادغذایی مثل نان فراسودمند حاوی اسیدهای چرب امگا ۳ و فیبر رژیمی به همراه ویژگی‌های حسی و کیفی مطلوب پیشنهاد می‌شود. در همین راستا در نتیجه مطالعه ای، با افزودن پودر تخم خرفه به آرد گندم، مقدار اسیدهای چرب امگا ۳ و ۶ نان افزایش یافت و افزودن کمتر از ۱۰ درصد پودر خرفه سیاه، موجب بهبود خواص حسی نان شد. در مطالعه ای، غنی سازی ماست با گیاه خرفه و ارزیابی پروفایل اسیدهای چرب و خواص آنتی‌اکسیدانی آن انجام شد. نتایج نشان داد، غنی سازی ماست با گیاه خرفه (روغن بذر خرفه، عصاره و ترکیبی از روغن و عصاره خرفه), سبب افزایش ارزش تغذیه ای ماست (امگا-۳), و بهبود خواص آنتی‌اکسیدانی شده است؛ بنابراین با استفاده از گیاه خرفه می‌توان به تولید ماستی با ارزش افزودهٔ بالاتر، ارزش تغذیه ای بالاتر همراه با فواید سلامتی بخش دست یافت. در واقع با توجه به این که ماست و محصولات لبنی از نظر اسیدهای چرب ضروری و ترکیبات آنتی‌اکسیدانی غنی نمی‌باشند، می‌توان با افزودن گیاه خرفه میزان این ترکیبات را در محصولات لبنی افزایش داد.
میلیون‌ها نفر در سراسر دنیا برای تأمین نیازهای غذایی و نیز حفظ سلامتی خود از گیاهان خوراکی و دارویی استفاده می‌کنند. باتوجه به اهمیت شناسایی گیاهان ارزشمند در این زمینه، گیاه خرفه به دلیل دارا بودن بسیاری از مواد مغذی و نیز اثرات درمانی مختلف می‌تواند به عنوان یکی از مواد غذایی مهم برای آینده در نظر گرفته شود و جزئی از برنامه غذایی همه گروه‌های سنی، مورد استفاده قرار گیرد.

## نگارخانه

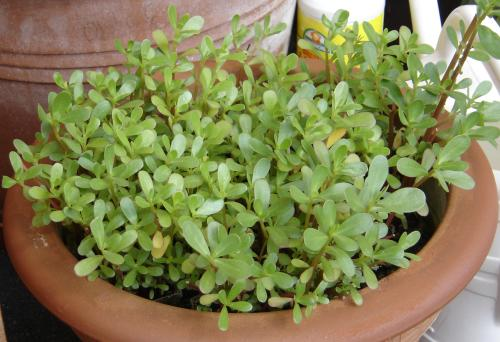
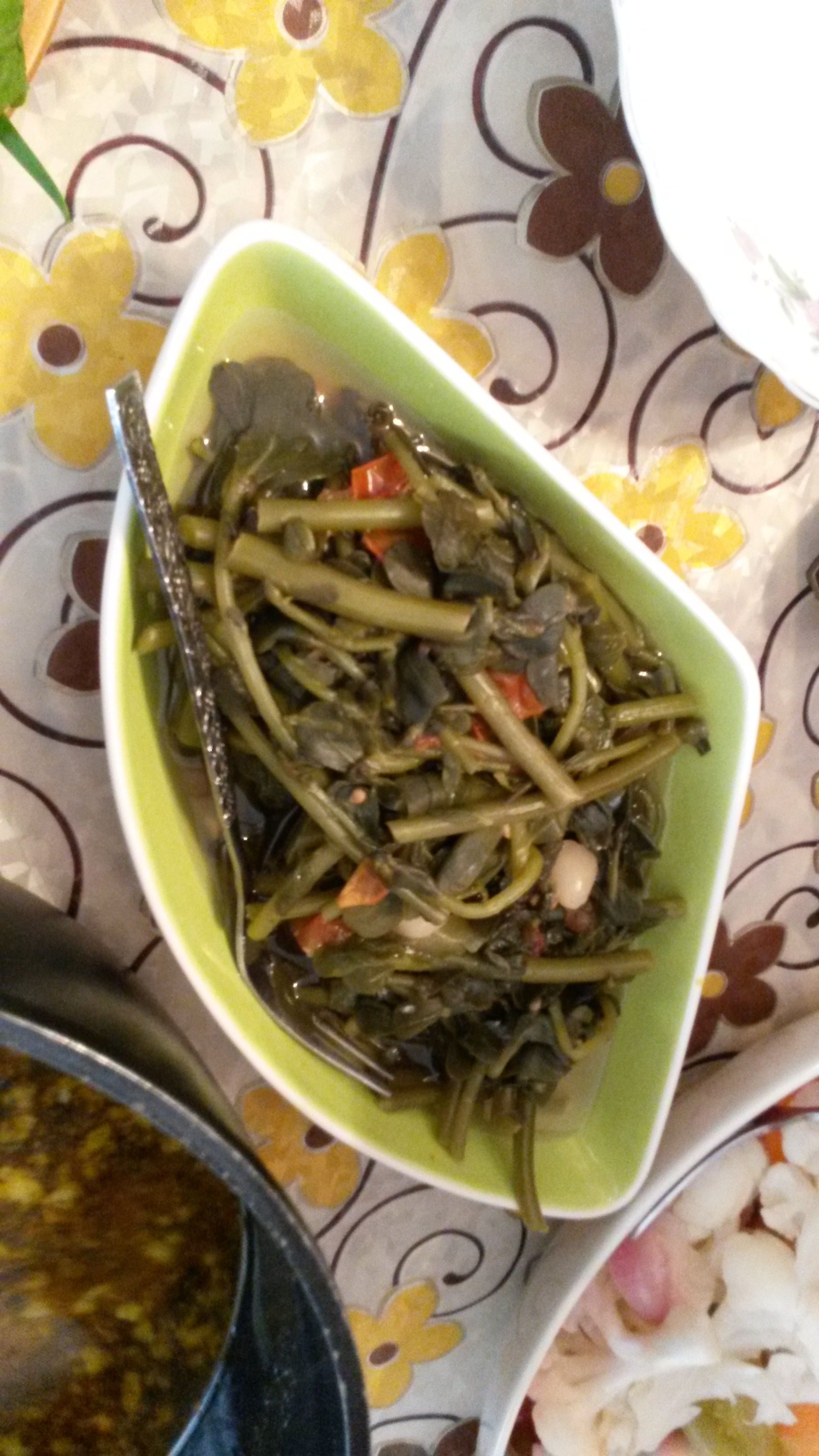
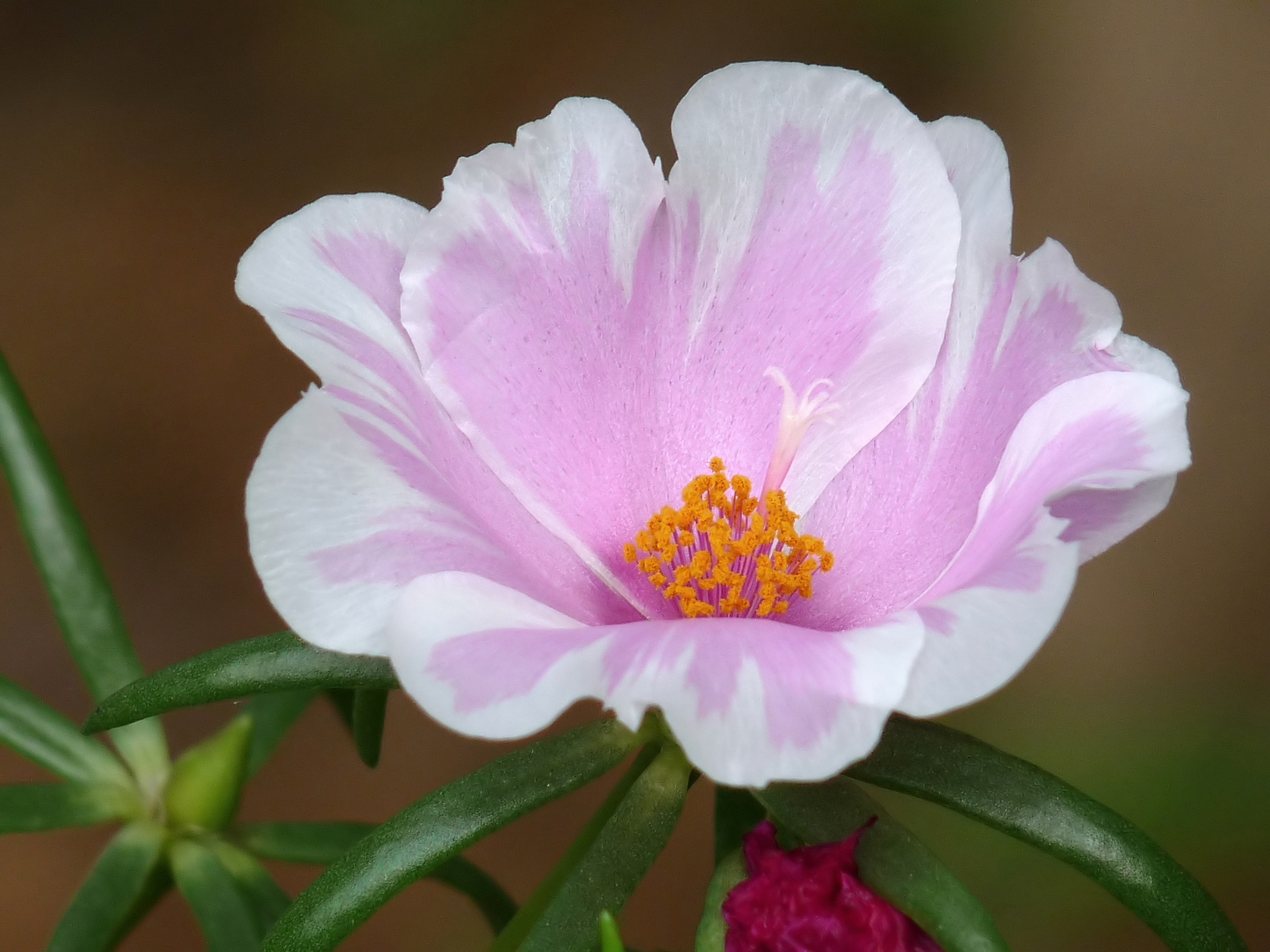
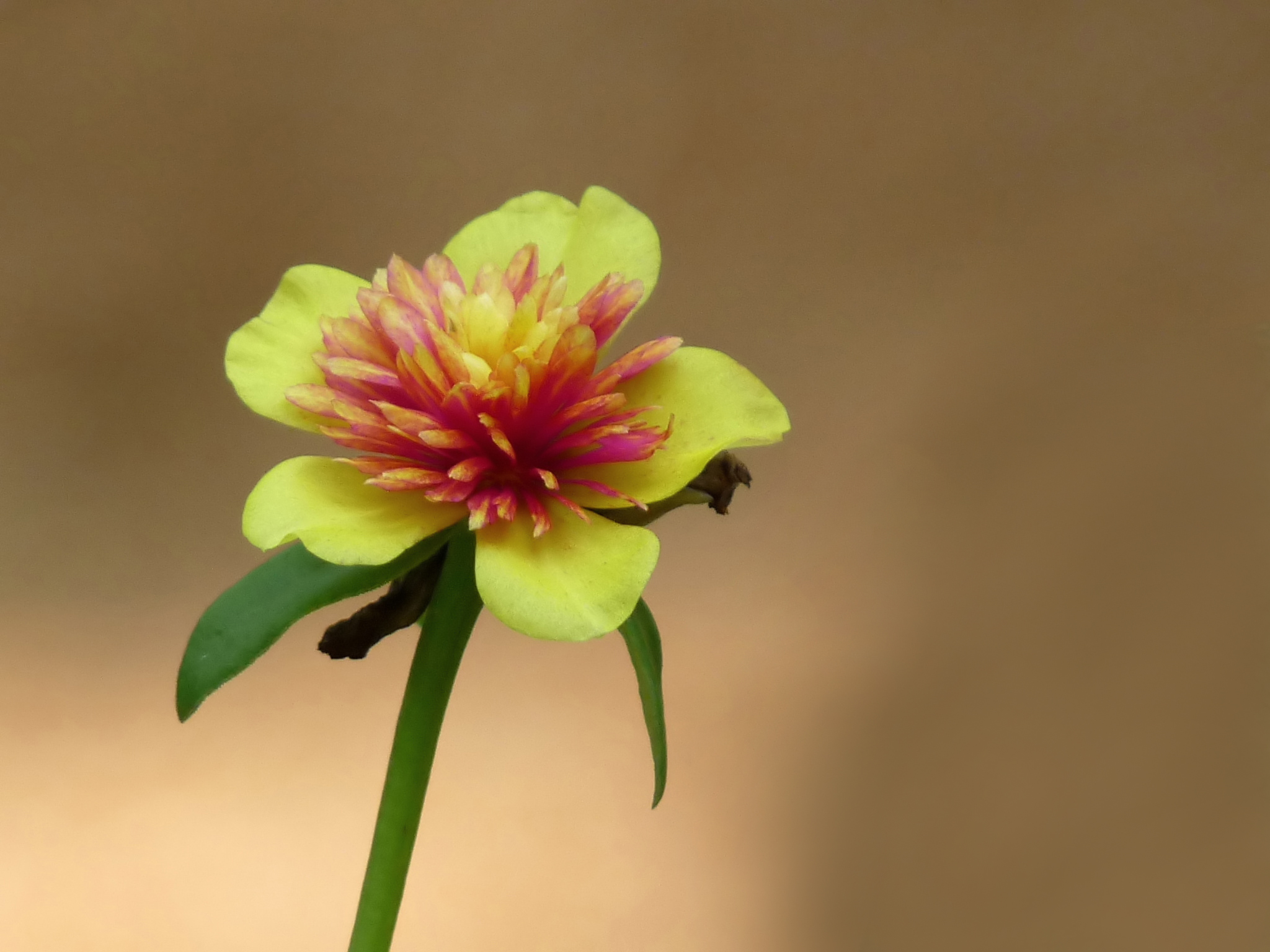